# Moranopteris microlepis
Moranopteris microlepis är en stensöteväxtart som först beskrevs av Eduard Rosenstock, och fick sitt nu gällande namn av R.Y.Hirai och J.Prado. Moranopteris microlepis ingår i släktet Moranopteris och familjen Polypodiaceae. Inga underarter finns listade.